# Windows Genuine Advantage
Windows Genuine Advantage (zkráceně WGA) je kontroverzní protipirátský systém vytvořený firmou Microsoft, který od uživatelů Microsoft Windows vyžaduje, aby pravidelně podstupovali ověření pravosti své kopie některých novějších operačních systémů Microsoftu. Ověřování se provádí v pravidelných intervalech prostřednictvím internetu a také jestliže uživatelé chtějí využít některou ze služeb Microsoft Windows services, jako je např. Windows Update, nebo stahovat z Microsoft Download Center. 
Zpočátku bylo používání WGA dobrovolné, ale od července 2005 se stalo pro uživatele internetových služeb Microsoftu povinným. Uživatelé, u kterých je zjištěna nelegální instalace, dostávají pravidelná upozornění, která se zobrazují při přihlášení a dále v blízkosti systémové lišty a mohou instalovat jen některé aktualizace. U novějších Windows Vista je navíc omezena funkčnost celého systému a výstražná zpráva je zobrazena trvale v pravé spodní části obrazovky. 
Funkčnost WGA na počítači zajišťuje program Windows Genuine Advantage Notifications, který, ačkoliv na bezpečnost počítače nemá vliv, byl od 25. dubna 2006 distribuován jako kritická bezpečnostní aktualizace s označením KB905474. Na servery společnosti Microsoft přenáší tyto informace:
- kontrolní součet BIOSu,
- MAC adresu,
- sériové číslo harddisku,
- jazykovou verzi operačního systému,
- číslo verze operačního systému,
- informace o PC BIOS (výrobce, verze, datum),
- informace o výrobci počítače,
- uživatelské nastavení umístění počítače,
- výsledek ověření a instalace,
- identifikační číslo Windows nebo Office (product key),
- identifikační číslo Windows XP (product ID).

Knihovna Windows Genuine Advantage Validation Library, která prověřuje instalaci Windows je také součástí několika programů, mezi něž patří Windows Defender, Windows Internet Explorer 7 a Windows Media Player 11.
Jako reakce na zavedení WGA se objevilo obviňování z nedostatečného informování uživatelů, kteří by podle kritiků měli mít právo vědět, co se v jejich počítači děje a z toho, že WGA Notifications se chová jako spyware, protože údajně shromažďuje důvěrné informace. Začaly se také distribuovat programy (např. RemoveWGA), které dokážou WGA ze systému odstranit.